# 埃诺尔赛姆-莱萨韦尔讷
埃诺尔赛姆-莱萨韦尔讷（法語：Ernolsheim-lès-Saverne，发音：[ɛʁnɔlsaim.lɛ.savɛʁn]；德语：Ernolsheim），或意译作萨韦尔讷附近埃诺尔赛姆，是法国下莱茵省的一个市镇，属于萨韦尔讷区和萨韦尔讷县（Saverne）。该市镇总面积10.94平方公里，2009年时的人口为600人。

## 人口
埃诺尔赛姆-莱萨韦尔讷人口变化图示